# Haruka Mitsurugi in Big Crisis! - 2
Haruka Mitsurugi in Big Crisis! (última parte) (御剣ハルカ危機一髪!　前編) es una película japonesa, del 9 de mayo de 2008, producida por Zen Pictures. Es la segunda parte de una saga de dos películas. Es una película del género tokusatsu, de acción y aventuras, con artes marciales, protagonizada por Ayaka Tsuji, Yuuki Kurata y Rie Teduka, y dirigido por Toru Kikkawa. Es la segunda parte de la lanzada el 29 de marzo de 2008.
El idioma es en japonés, pero también está disponible con subtítulos en inglés, en DVD o descargable por internet.

## Argumento
Tras rescatar y proteger a la estudiante amenazada, Haruka Mitsurugi oye el extraño rumor sobre una empresa dirigida por los delincuentes de la primera parte. Haruka decide investigar esta empresa solicitando trabajo. Kanata Toudo quiere acompañarla, aunque Haruka no quiere pero finalmente acepta. Allí se encuentran con Azusa Yariuma, que junto con los miembros delincuentes de la compañía, se enfrentarán a Haruka y Kanata. Kanata será capturada, mientras que Haruka se enfrentará directamente con Azusa.